# Isidro Sala Ribera
Isidro Sala Ribera (Bergús, 3 de março de 1933 — Abancay, 26 de março de 2019) foi prelado hispano-peruano da Igreja Católica Romana que serviu como bispo da Diocese de Abancay, no Peru, de 1992 a 2009.

## Biografia
Dom Isidro nasceu em Bergús, Espanha, e foi ordenado presbítero em 20 de julho de 1958, incardinado à Diocese de Solsona.
Em 1969, chegou à Diocese de Abancay, no Peru, como missionário fidei donum. Seu primeiro destino foi o de vigário paroquial de Chalhuanca, desempenhando por vezes o cargo de diretor das missões populares, o que o ajudou a percorrer toda a diocese. Rapidamente conseguiu dominar a língua quechua.
O Papa João Paulo II nomeou-o bispo auxiliar de Abancay com sé titular em Civitanova. Sua sagração episcopal ocorreu em 14 de dezembro seguinte, na Catedral de Abancay, tendo como oficiante Dom Ignacio María de Obergozo y Goicoechea, bispo de Chiclayo, auxiliado por Dom Juan Antonio Ugarte Pérez, então bispo auxiliar de Cusco, e por Dom Enrique Pélach y Feliú, ordinário de Abancay.
Em 7 de abril de 1990, foi nomeado bispo coadjutor, isto é, com direito à sucessão, a qual aconteceu em 1 de dezembro de 1992, quando o Papa acatou ao pedido de renúncia de Dom Enrique por motivo de idade. Dom Isidro governou até 20 de junho de 2009, quando ele próprio teve que renunciar por motivo de idade, sendo sucedido por Dom Gilberto Gómez González.
Faleceu em Abancay, aos 86 anos de idade. Seu corpo foi velado na Catedral por dois dias e, após a missa de exéquias presidida por Dom Gilberto, foi sepultado na cripta dos bispos.